# قائمة الكنائس القبطية الأرثوذكسية في أستراليا
يوجد أبرشيتان للاقباط الأرثوذكس في أستراليا وتضم 64 كنيسة.

## أبرشية ملبورن وغرب وجنوب أستراليا ونيوزيلندا
تخضع الأبرشية حاليًا للبابا تواضروس الثاني. تشمل أراضي الأبرشية فيكتوريا وتسمانيا وإقليم العاصمة الأسترالية وجنوب أستراليا وغرب أستراليا ونيوزيلندا وجميع أوقيانوسيا.
فيما يلي قائمة بالكنائس التابعة للأبرشية والكهنة الذين يخدمون في كل كنيسة:

### فيكتوريا
- كنيسة القديس أثناسيوس دونفال
  - الأب أنطونيوس جرجس
  - الأب تداوس عبد الملك
  - الأب جريجوريوس عوض
- دير رئيس الملائكة ميخائيل للراهبات؛ وودند
  - راهبات القديسة دميانة
- كنيسة رئيس الملائكة ميخائيل والقديس أنطونيوس؛ أوكلي
  - الأب دانيال غبريال
  - الأب لوقا سورسوك
  - الأب أنجيلوس رافائيل
- كنيسة القديس بيشوي والقديس شنودة؛ بوللين
  - الأب مينا اسحق
  - الأب شنودة بطرس
  - الأب جوناثان الكسندر
- كنيسة مارجرجس؛ سانت ألبانز
  - الأب توماس عبد المالك
  - الأب ماركوس يسى
  - الأب صموئيل الياس
  - الأب بيتر عجيبي
- كنيسة مارمرقس بريستون
  - الأب يوحنا صموئيل
  - الأب جرجس الانطوني
- كنيسة القديسة مريم؛ كنسينغتون
  - الأب تادرس شاروبيم
  - الأب حبيب جرجس يونان
  - الأب مايكل صليب
- كنيسة مارمينا والقديسة مارينا؛ هالام
  - الأب ابانوب عطاالله
  - الأب تيموثاوس غبريال
  - الأب اسحق الانطوني
  - الأب أثناسيوس عطية
  - الأب اليشع فانوس
  - الأب اسحق ويصا
- كنيسة القديس يوحنا والقديسة فيرينا؛ أرمادال
  - الأب مارك عطاالله
  - الأب سوريال يوسف
  - الأب دانيال رشدي
  - الأب جورج فرج
- كنيسة القديسة فيرينا والقديس بيشوي؛ برج إيبورو
  - الأب أرسانيوس صليب
- كنيسة القديس مقاريوس الكبير؛ يارامبات
  - الأب ستيفن منقريوس
- كنيسة القديس بولس الرسول؛ بنديجو
  - الأب موسى كيرلي
- كنيسة القديس فيلوباتير مرقوريوس، ميلتون
  - الأب ديفيد كامل
- كنيسة القديس كاراس والقديس ساويرس الأنطاكي؛ باكينهام
  - الأب ابانوب عطاالله
- كنيسة القديس موسى، جيلونج
  - الأب بيتر عجيبي
  - الأب حبيب جرجس يونان
- كنيسة القديس البابا كيرلس السادس، ترارالجون
  - الأب ابانوب عطاالله

الكهنة العموميين
- الأب بول عوض (سكرتير الأبرشية)

### إقليم العاصمة الأسترالية
- كنيسة مارمرقس؛ كلين
  - الأب مايكل زامر

### جنوب أستراليا
- كنيسة القديسة مريم والقديس بيشوي؛ كوانديلا
  - الأب فيلبس بغدادي
  - الأب ابرام البراموسى
  - الأب بيشوي يوحنا
- كنيسة مارجرجس والقديس شنودة؛ هانتفيلد هايتس
  - الأب دوروثيوس الأنطوني

### القسم الغربي من أستراليا
- كنيسة مارمرقس ومارجرجس؛ ونجارا
  - الأب تيطس البراموسى
- كنيسة القديسة مريم ورئيس الملائكة ميخائيل، حديقة شرق فيكتوريا
  - الأب أبرام عبد الملك
  - الأب جون رزق الله
  - الأب صموئيل بقطر

### تسمانيا
- كنيسة القديسة دميانة والقديس أبرام. نيوستيد
- كنيسة القديسة مريم؛ هوبارت
  - الأب دانيال رشدي

### نيوزيلاندا
- كنيسة مارمرقس أوكلاند
  - الأب بيشوي ميخائيل
- كنيسة القديسة مريم والقديس أثناسيوس؛ كرايستشيرش
  - الأب برسوم إبراهيم
- كنيسة رئيس الملائكة ميخائيل؛ دنيدن
  - الأب فيلمون البراموسى
- كنيسة مارجرجس؛ تيمارو
  - الأب مارتيروس مرقص
- كنيسة القديسة مريم ومارمينا؛ ويلينجتون
  - الأب هيدرا البراموسى

### فيجي
- كنيسة مارمرقس؛ سوفا
  - الأب رفائيل باسيلي
  - الأب جورج فرج
- كنيسة القديسة مريم؛ تافيوني
  - الأب أنتوني ليمويلو
  - الشماس مينا
- كنيسة مارجرجس؛ نادي
  - الأب جون عبد الملك
  - الشماس ديفيد
- كنيسة القديس رويس؛ نادي
  - الأب جون عبد الملك
  - الأب سوريال يوسف

### جزر سليمان
- كنيسة القديسة مريم ورئيس الملائكة جبرائيل؛ اوكي
  - الأب أنتوني ليمويلو
  - الأب مارك عطاالله

### دير القديس أنطونيوس، هيثكوت، فيكتوريا
يقع الدير على 150 أكر (0.61 كـم2) من الأرض. وهو أول دير قبطي أُنشئ في أستراليا. يخضع الدير حاليًا للبابا تاوضروس ويوجد في الدير راهبان:
- الأب متى البراموسى
- الأب رافائيل الانطوني

## أبرشية سيدني ونيو ساوث ويلز وكوينزلاند والإقليم الشمالي وكل شرق آسيا
وُضعت الأبرشية تحت إشراف رئيس أساقفة لندن الانبا أنجيلوس بموجب المرسوم البابوي رقم 13/2021. الأسقف دانيال هو أسقف الأبرشية وقد أشرف على توسع الكنائس والخدمات في الأبرشية منذ رسامته عام 2002. تشمل أراضي الأبرشية سيدني ونيو ساوث ويلز وكوينزلاند والإقليم الشمالي وتايلاند وسنغافورة وكل شرق آسيا. فيما يلي قائمة بالكنائس التابعة للأبرشية والكهنة الذين يخدمون في كل كنيسة:

### نيو ساوث ويلز
- كنيسة رئيس الملائكة ميخائيل والقديس بيشوي؛ جبل درويت
  - الأب أنطونيوس قلدس
  - الأب بطرس مرقص
  - الأب جبرائيل يسى
  - الأب بيشوي بطرس
  - الأب كرس فرج الله

- كنيسة البابا كيرلس السادس والقديس حبيب جرجس؛ مونتيري
  - الأب يوسف فانوس

- كنيسة القديس أبرام
  - الأب مينا ديكوروس
  - الأب بولا بالامون
  - الأب بول فانوس

- كنيسة القديس أنطونيوس والقديس بولا. جيلدفورد
  - الأب تادروس سيمون
  - الأب شنودة منصور
  - الأب مكاريوس إبراهيم
  - الأب سوريل حنا
  - الأب سيرافيم سيداروس

- كنيسة القديسة بربارة وأبو نوفير الناسك؛ كامبلتاون
  - الأب توماس دوس

- كنيسة القديسة دميانة والقديس أثناسيوس؛
  - الأب حنا جاد (سكرتير الأبرشية)
  - الأب جورج نخل

- كنيسة مارجرجس؛ كنسينغتون

- الأب مرقس توفيق
- الأب رافائيل اسكندر
- الأب ماثيو عطية (نائب الأبرشية)
- الأب كيرلس فرج

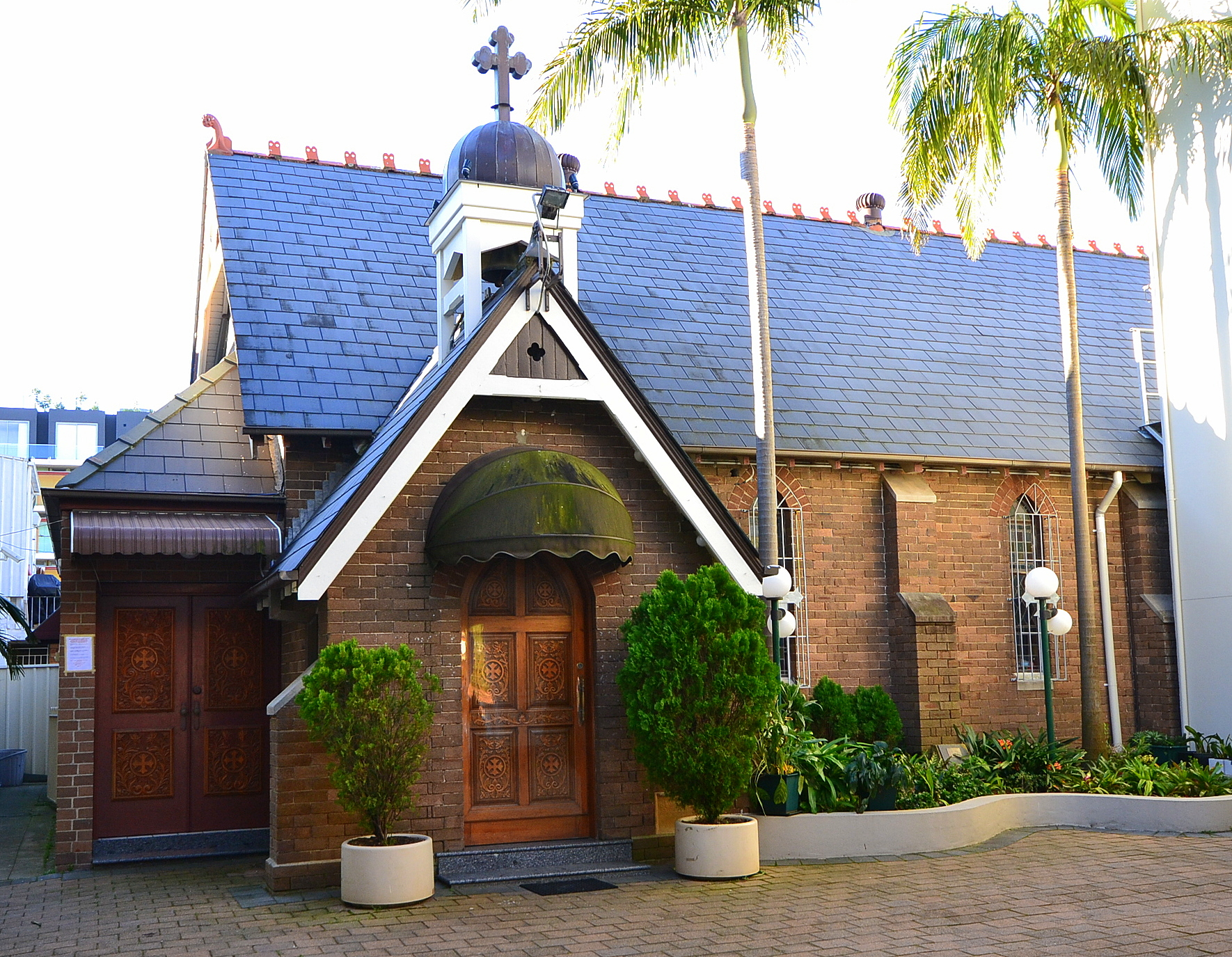
كنيسة مارجرجس؛ كنسينغتون

- كنيسة مارجرجس والأمير تادرس؛ ليفربول
  - الأب أنتوني مورجان
  - الأب صليب صليب

- كنيسة القديس يوحنا المعمدان وإيليا النبي. دوبو
  - الأب ارشيليدس الانطوني

- كنيسة القديس كاراس الناسك؛ تيريزا بارك
  - الأب أغسطينوس الأنطوني

- كنيسة مارلوقا سيلفانيا
  - الأب دانيال فانوس
  - الأب صموئيل فانوس

- كنيسة مارمرقس ارنكليف
  - الأب يعقوب مجدي
  - الأب أغسطينوس ندا
  - الأب جوناثان اسحق
  - الأب مارك باسيلي
  - الأب ميخائيل فانوس
  - الأب ايليا اسكندر
- كنيسة القديسة مريم ورئيس الملائكة ميخائيل، انتريتس
  - الأب ميخائيل فانوس
- كنيسة القديسة مريم ورئيس الملائكة ميخائيل، كوفس هاربور
- كنيسة القديسة مريم والبابا كيرلس السادس، تاري
  - الأب كاراس فلتاوس
- كنيسة القديسة مريم والانبا انطونيوس والانبا بولا، أورانج
- كنيسة القديسة مريم ومارجرجس؛ بيريسفيلد
  - الأب جون غندور
- كنيسة القديسة مريم والقديس يوحنا الحبيب؛ واجا واجا
  - الأب يوستوس واصف
- كنيسة القديسة مريم والقديس جوزيف؛ بيكهيرست
  - الأب موسى سليمان
  - الأب استيفانوس الأنطوني
  - الأب لوقا مالك
  - الأب مرقس تادرس
- كنيسة القديسة مريم والقديس لوقا، جوسفورد
  - الأب جورجيوس رامانديوس
- كنيسة القديسة مريم والقديس كاراس، بورت ماكواري
  - الأب كاراس فلتاوس
- كنيسة القديسة مريم والقديس قزمان والقديس دميان؛ كيليفيل
  - الأب جوشوا تادرس
- كنيسة القديسة مريم والقديسة مارينا؛ لانديلو
  - الأب أمونيوس الأنبا بولا
- كنيسة القديسة مريم والقديس مقاريوس. رودس

- الأب بيشوي يسى
- الأب يوحنا بستاورس
- الأب شاروبيم شاروبيم
- الأب أنجيلوس جرجس
- الأب الكسندر عزيز

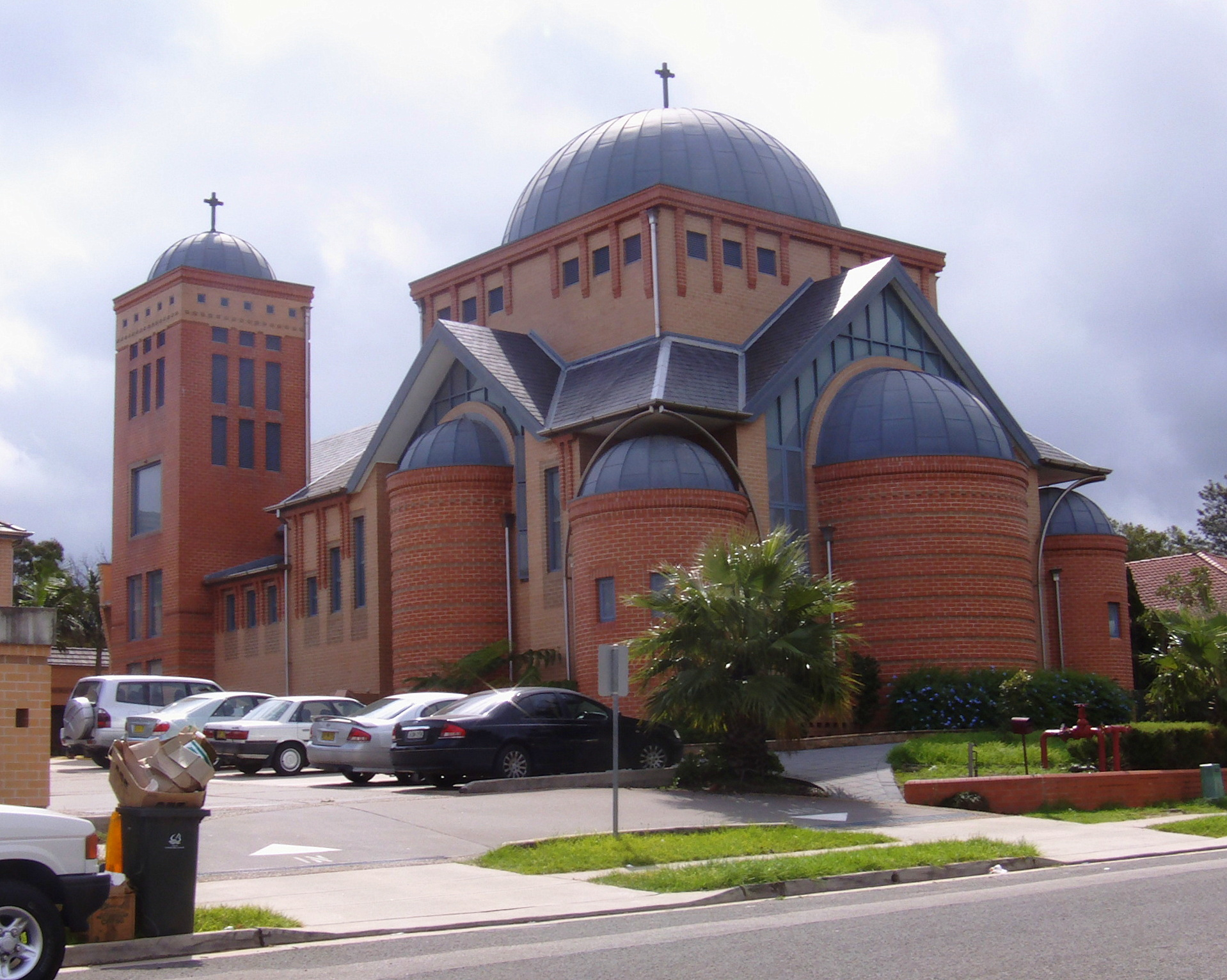
كنيسة القديسة مريم والقديس مقاريوس. رودس

- كاتدرائية القديسة مريم ومار مينا؛ بيكسلي
  - الأب صموئيل جرجس
  - الأب ميخائيل ميخائيل
  - الأب داود نجيب
  - الأب عبد المسيح جرجس
  - الأب شنوتي جبران
- كنيسة القديسة مريم والانبا باخوميوس والقديس شنودة؛ قيراوي
  - الأب تادرس الباخومي
  - الأب باخوميوس عريان
  - الأب جون سوريال
- كنيسة القديسة مريم والقديس سيدهم بيشاي؛ دورال
  - الأب ارسانيوس برسوم
  - الأب سيريل عبد الملك
- كنيسة القديس موسى القوي، والقديس ماكسيموس والقديس دوماديوس؛ جولبرن
  - الأب يوسف فانوس
- كنيسة القديس بولا والقديس رويس؛ كولاري
  - الأب باسيليوس جاد
- كنيسة القديس بطرس والقديس بولس؛ ولونجونج
  - الأب موسى عياد
- كنيسة القديس بولس؛ بلاكتاون
  - الأب بافلوس حنا
- كنيسة الرسل والقديس ابانوب. بلاكتاون

- الأب بافلوس حنا
- الأب أثناسيوس إبراهيم
- الأب فيلتاوس متري
- الأب دافيد المصري
- الأب أندرو فرانسيس

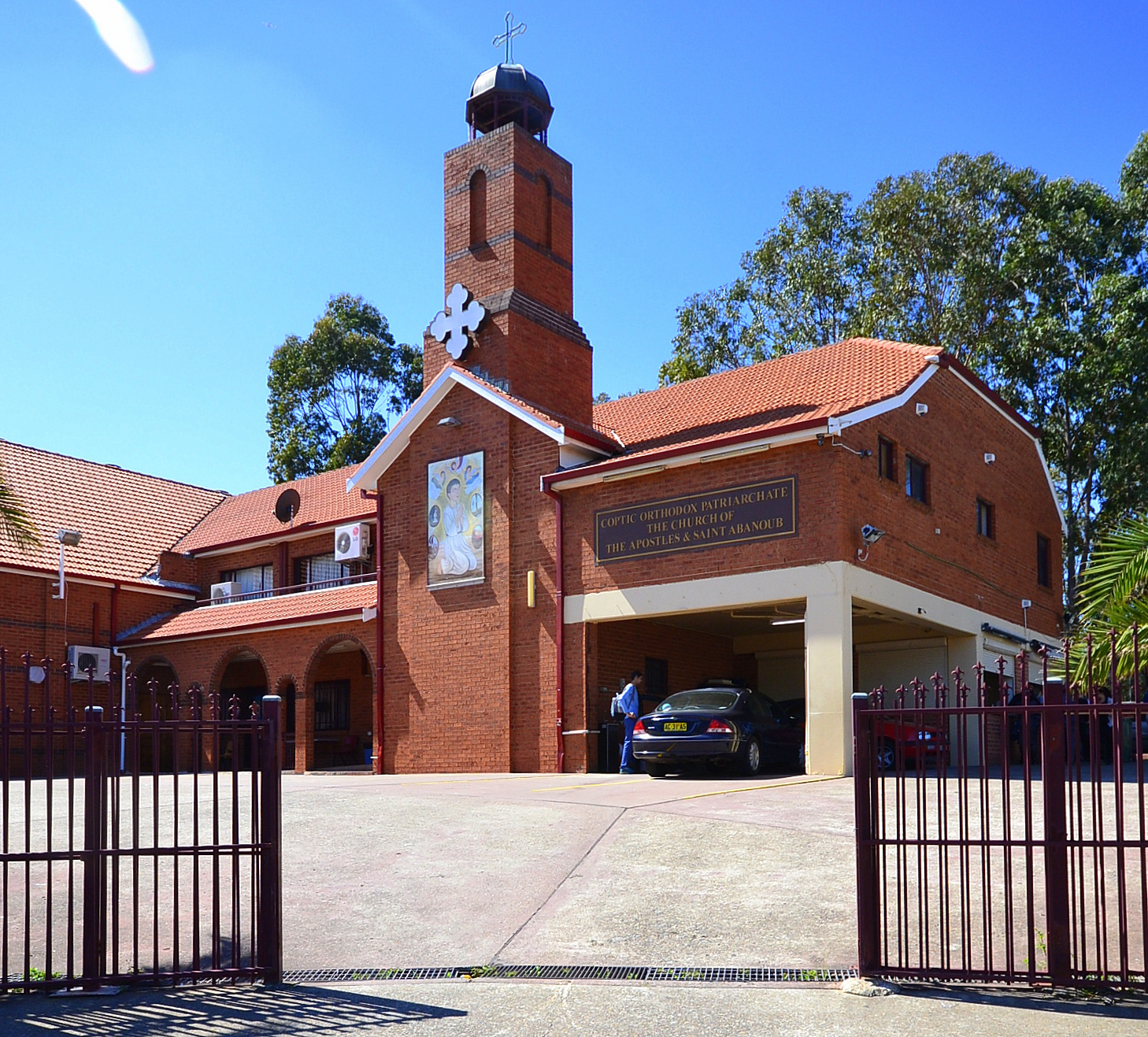
كنيسة الرسل والقديس ابانوب. بلاكتاون

- بيت والدة الاله والقديسة دميانة للشماسات
  - الأخت إيريني
  - الأخت ماري

### كوينزلاند
- كنيسة مارمرقس ومارجرجس؛ ستراثبين
  - الأب بيشوي واصف
- دير القديسة مريم والقديس أنطونيوس؛ كورالبين
  - الأب موسى الانطوني
- دير القديسة مريم ورئيس الملائكة ميخائيل للراهبات؛ كورالبين
  - الأم جوليانا القديسة دميانة
  - الأم فيرونيا القديسة دميانا
- كنيسة القديسة مريم ومارجرجس؛ تاونسفيل
  - الأب دافيد شحاتة

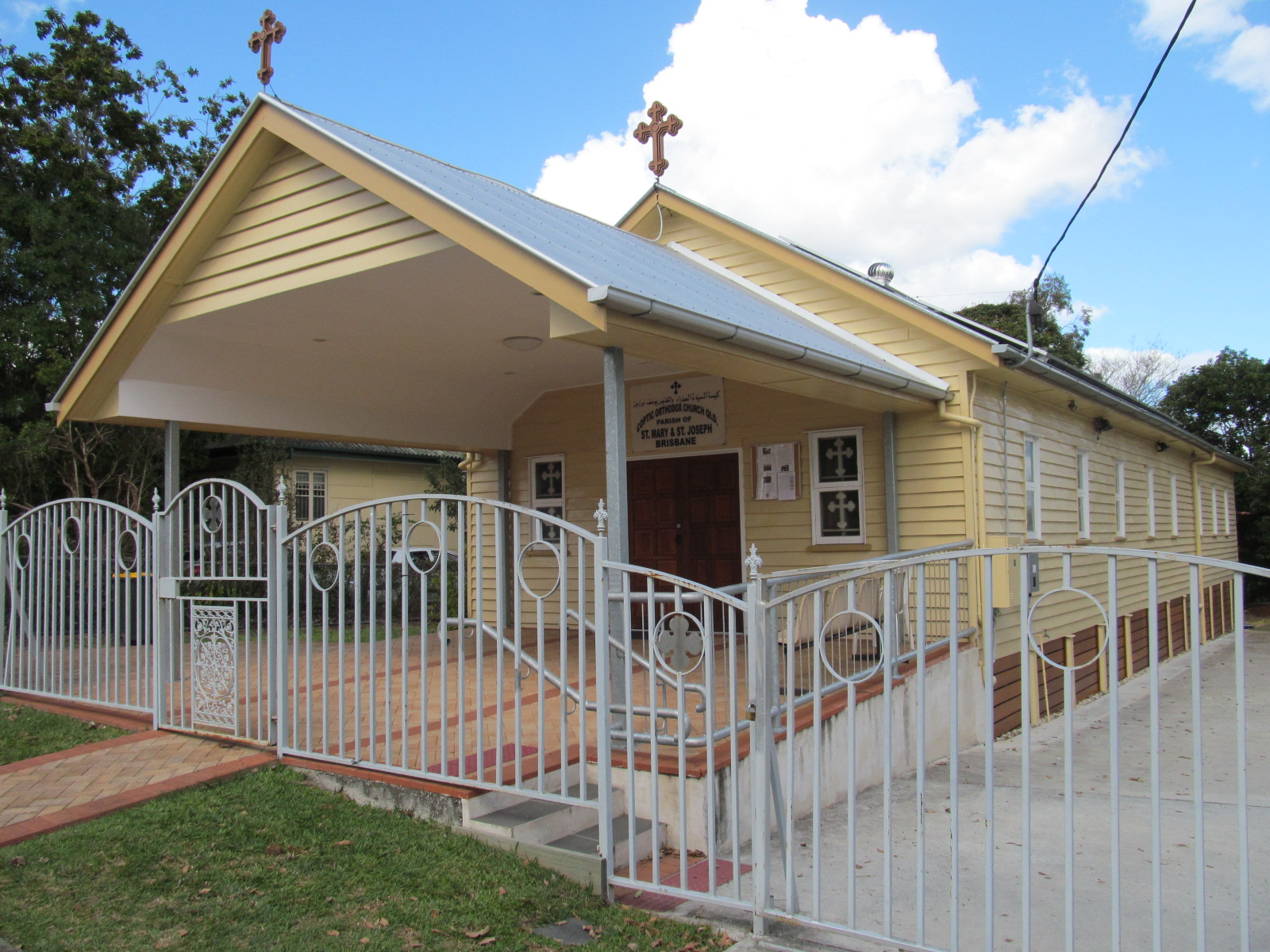
كنيسة القديسة مريم والقديس جوزيف؛ كوبرز بلينز

- كنيسة القديسة مريم والقديس جوزيف؛ كوبرز بلينز

- الأب دميان الانطوني افا موسى

- كنيسة القديسة مريم والقديس كيرلس عمود الإيمان، كيرنز
  - الأب دافيد شحاتة
- كنيسة القديسة مريم والقديس موسى القوي؛ بوندابيرج
  - الأب موسى الانطوني
- كنيسة مارمينا والقديس أنطونيوس؛ هيلينزفيل
  - الاب ابراهام رزق
  - الأب ابانوب مكسيموس
- كنيسة القديسة مريم؛ كالامفال
  - الأب متاؤس وهبة
  - الأب دافيد محروس
- كنيسة القديسة مريم ومارجرجس؛ توومبا
  - الأب ابانوب مكسيموس

### الإقليم الشمالي
- كنيسة القديسة مريم والقديس موسى القوي والقديس تكلا هيمانوت؛ داروين
  - الأب موسى بشارة

### شرق اسيا

#### اليابان
- كنيسة القديسة مريم ومارمرقس؛ كيوتو

#### تايلاند
- كنيسة مارمرقس ومارجرجس؛ بانكوك
- دار أيتام القديس يعقوب الرسول؛ سانجخلابوري
  - الأب موريس موريس

#### سنغافورة
- كنيسة مارمرقس سنغافورة

#### مينلاند الصين
- كنيسة الانبا انطونيوس والانبا بولا؛ قوانغتشو
- كنيسة مارمرقس ييوو

#### ماليزيا
- كنيسة القديسة مريم ومارمرقس؛ ملقا

- كنيسة القديسة مريم ورئيس الملائكة ميخائيل؛ كوالا لامبور

#### إندونيسيا
- دار أيتام أم النور؛ قرية نامورامبي، ديلي سيردانج، إندونيسيا
  - الأب موريس موريس

الكهنة العموميين
- الأب جوزيف غطاس
- الأب دافيد شحاتة
- الأب موريس موريس
- الأب متاؤس فاخوري
- الأب تيمون عبد المسيح

### دير القديس شنودة الأرشمندريت، نيو ساوث ويلز

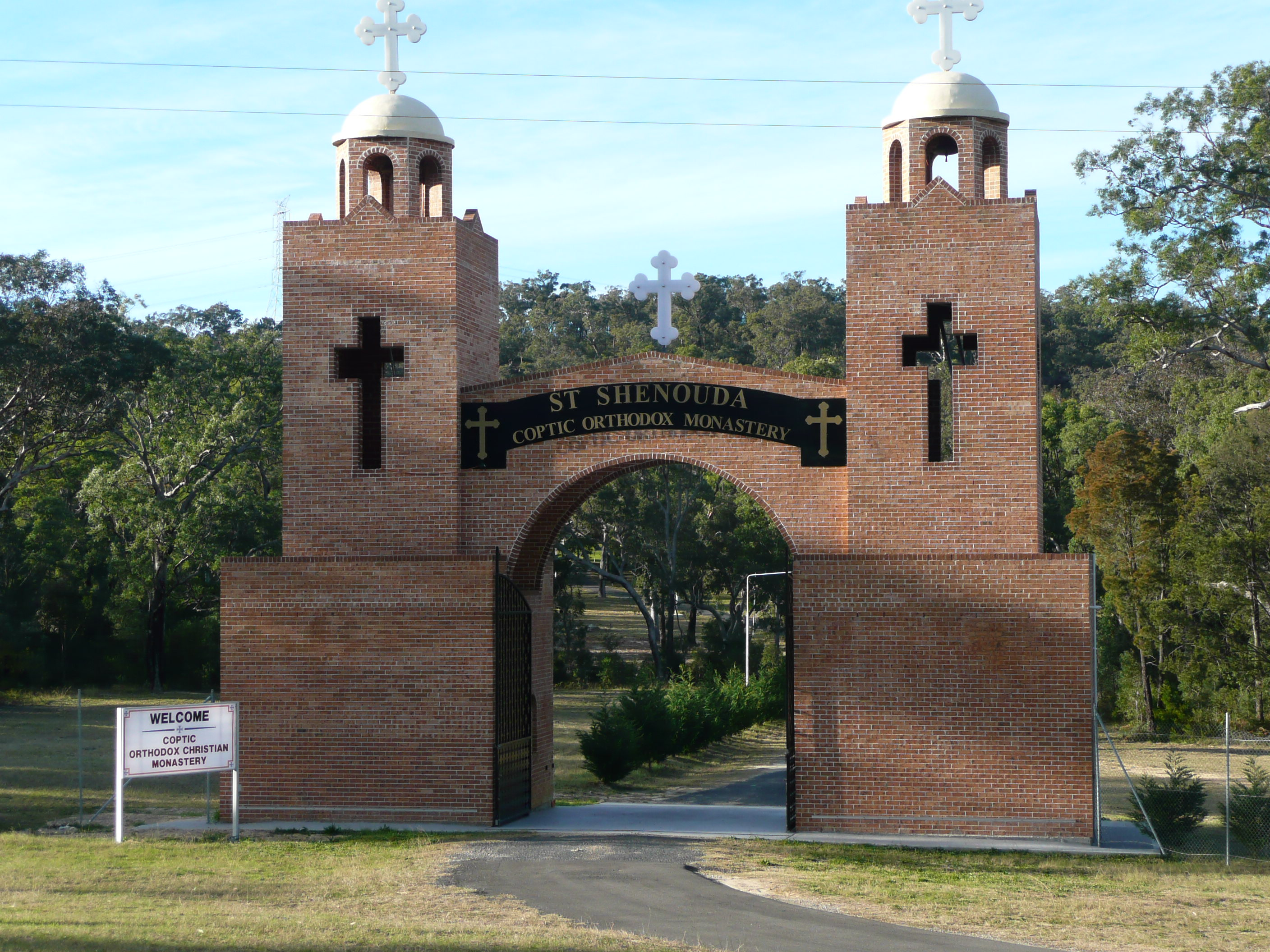
دير القديس شنودة الأرشمندريت

يقع الدير على أرض تبلغ مساحتها حوالي 110 أكر (0.45 كـم2). رُسم الأسقف دانيال رئيس دير مار شنودة الأرشمندريت بسيدني في 7 يونيو 2009. 
طبقا لاحصائية 2021 يوجد بالدير ستة رهبان واثنين طالبين رهبنة.
- الاب شنودة الانبا شنودة
- الاب ثيودور الانبا شنودة
- الاب انطونيوس الانبا شنودة
- الاب موسى الانبا شنودة
- الاب يوحنا الانبا شنودة
- الأب مارك الانبا شنودة
- الأخ جيمس
- الأخ اغناطيوس

### دير العذراء مريم للراهبات، لورا، نيو ساوث ويلز
الدير تحت إشراف البابا تواضروس الثاني. يقع في لورا في منطقة بلو ماونتينز.
طبقا لاحصائية 2020 يوجد بالدير راهبتان.
- الام كاترينا القديسة دميانة
- الأم إليسافيت

## روابط خارجية
- أبرشية ملبورن
- أبرشية سيدني
- دليل الكنيسة القبطية الأرثوذكسية لأستراليا
- دير القديس شنودة، نيو ساوث ويلز
- دير القديسة مريم والقديس انطونيوس، كوينزلاند